# Смашинг Пъмпкинс
Смашинг Пъмпкинс (на английски: The Smashing Pumpkins) са американска алтернативна музикална група създадена в Чикаго през 1988 г. Групата е активна от 1988 до 2000 и от 2006 до наши дни.

## История
Отричайки пънк-рок корените си, споделяни от много от техните алт-рок съвременници, Пъмпкинс се различават, с тежки китарни сола, преплитания на елементи от готик рок, хевиметъл, дрийм поп, психаделик рок, арена рок, електроника и shoegazer. Фронтменът Били Корган (Billy Corgan) е главният текстописец на групата – неговите големи музикални амбиции и чисти лирики са придаващи крайната форма на албумите и песните на групата, които са описвани като „Изтерзания, наранявания от страната на кошмарите на Били Корган“.
Смешинг Пъмпкинс влизат в музикалния мейнстрийм със своя втори албум Siamese Dream (1993). Групата привлича своята аудитория чрез големи турнета и последвалия двоен албум Mellon Colle and the Infinite Sadness (1995), дебютирал на първо място в чартовете на Billboard. С приблизително 18.25 милиона продадени албума само в Съединените щати пъмпкинсите са сред най-успешните и най-одобряваните от критиците групи на 90-те. Но вътрешни скандали, употреба на наркотици, намалени продажби довеждат групата до разпад през 2000 г.
През април 2006 г. от групата официално обявяват, че са се събрали отново и записват нов албум. Към завръщащите се членове Били Корган и Джими Чембърлин (Jimmi Chamberlin) се присъединяват Джеф Шрьодер (Jeff Schroeder) – китара/вокал, Джинджър Райс (Ginger Reyes) – бас/вокал, и Лиса Харитън (Lisa Harriton) – клавишни/вокал, за турнето през 2007, за да представят новия си албум Zeitgeist.

## Дискография
- Gish (1991)
- Siamese Dream (Сиамски сън) (1993)
- Mellon Collie and the Infinite Sadness (1995)
- Adore (Обожавам) (1998)
- Machina/The Machines of God (Машина/Божиите машини) (2000)
- Machina II/The Friends & Enemies of Modern Music (Машина 2/Приятелите и враговете на модерната музика) (2000)
- Zeitgeist (Духът на времето) (2007)
- Oceania (2012)
- Monuments to an Elegy (2014)
- Shiny and Oh So Bright, Vol. 1 / LP: No Past. No Future. No Sun. (2018)
- Cyr (2020)
- Atum: A Rock Opera in Three Acts (2023)
- Aghori Mhori Mei (2024)

## Състав
настоящ
- Били Корган (вокали, китара)
- Джими Чембърлин (барабани)
- Джеф Шродър (китара, вокали)
- Джинджър Рейес (бас, китара, вокали)
- Лиса Харитън (пиано, вокали)

бивши членове
- Джеймс Иха (китара, вокали)
- Д`арси Урецки (бас)
- Мелиса Ауф дер Маур (вокали, китара, бас)